# Тренто (тяжёлый крейсер)
Trento (Тренто) — тяжелый крейсер Королевского Итальянского флота типа «Тренто», головной в серии. Заложен на верфи «Cantieri Odero Terni-Orlando» в Ливорно 8 февраля 1925 года, спущен на воду 4 сентября 1927 года, вступил в строй 3 апреля 1929 года. 16 июня 1942 потоплен торпедой английской подводной лодки «Умбра» в Ионическом море, в точке с координатами 35°45′ с. ш. 19°04′ в. д.. Исключен из состава флота 18 октября 1946.

## Довоенная служба
В своё первое плавание «Тренто» вышел в мае 1929 года, когда «Тренто» и «Триесте» совершили поход по Средиземному морю с заходом в Испанию. Так командование флота демонстрировало миру свои новые крейсера. В дальнейшем «Тренто» стал своеобразной визитной карточкой Реджина Марина, совершив целый ряд дальних плаваний с целью показа флага. В июле—октябре 1929 года крейсер отправился в Южную Америку, посетив при этом порты Португалии, Бразилии, Аргентины, Уругвая, Испании. В сентябре—ноябре 1930 года «Тренто» совершил поход по Восточному Средиземноморью с заходом в Салоники, а также на Родос и Лерос. 4 февраля 1932 года крейсер вместе с эсминцем «Эсперо» отправился на Дальний Восток. По пути корабли посетили Порт-Саид, Аден, Коломбо и Сингапур. 4 марта 1932 года они прибыли в Шанхай и провели около двух месяцев в китайских водах. В апреле—мае 1932 года «Тренто» зашел в Нагасаки, где прошел докование и 14 мая 1932 года итальянские корабли отправились в обратный путь. При этом они посетили Гонконг, Батавию, Коломбо, Порт-Саид и Родос. 30 июня 1932 года «Тренто» прибыл в Специю.
6—7 июля 1932 года крейсер участвовал в морском параде в Неаполе, который принимал Б. Муссолини. 2 декабря 1933 года «Тренто» вместе с «Триесте» и «Больцано» вошёл в состав 2-й дивизии крейсеров Первой эскадры и стал её флагманским кораблём. В июне 1934 года дивизия была переименована в 3-ю дивизию крейсеров. «Тренто» совершил поход на Адриатику в июне 1934 года, посетив албанский порт Дуррес, а также Венецию. В марте 1935 года «Тренто» отправился в плавание по Восточному Средиземноморью, с посещением Родоса и Лероса. Летом 1935 года все тяжёлые крейсера итальянского флота сконцентрировались в Специи, готовясь к возможным операциям против британского флота в преддверии войны с Эфиопией.
В ноябре 1936 года «Тренто» посетил Саламин, а 10—12 марта 1936 года сопровождал крейсер «Пола», на котором Б. Муссолини совершал свой визит в Ливию. 27 ноября 1936 года «Тренто» принял участие в военно-морском параде в Неаполе в честь венгерского регента М. Хорти. В 1936—1939 годах «Тренто» эпизодически действовал у берегов Испании, осуществляя поддержку франкистов в ходе гражданской войны. 5 мая 1938 года принял участие в грандиозном военно-морском параде в Неаполе в честь А. Гитлера. В мае 1939 года «Тренто» совершил свой последний предвоенный поход в Восточное Средиземноморье.

## Служба во Второй мировой войне
К моменту вступления Италии во Вторую мировую войну 10 июня 1940 года «Тренто» вместе с «Триесте» и «Больцано» составляли 3-ю дивизию крейсеров Второй эскадры и базировались на Мессину. Командовал соединением контр-адмирал К. Каттанео. Соединению был придан дивизион эсминцев типа «Солдати» из четырёх единиц. До капитуляции Франции крейсера 3-й дивизии успели совершить только один боевой поход 22—23 июня 1940 года и соприкосновения с противником не имели.
9 июля 1940 года «Тренто» в числе других кораблей итальянского флота принял участие в бою у Калабрии, известном в итальянской историографии как бой у Пунто-Стило. В ходе боя «Тренто» сначала успешно уклонился от атаки британских торпедоносцев «Суордфиш», а затем вместе с другими тяжёлыми крейсерами вступил в бой с лёгкими крейсерами англичан, открыв огонь с дистанции около 11 миль. Добиться успеха итальянцам не удалось, а затем они были отогнаны огнём британского линкора «Уорспайт». В дальнейшем «Тренто» уклонился от очередной атаки торпедоносцев и покинул место сражения в составе своей дивизии под прикрытием дымовой завесы, поставленной эсминцами. В целом, по мнению историков, итальянские тяжёлые крейсера действовали в этом бою достаточно пассивно и не добились ни одного попадания, хотя британские лёгкие крейсера достигли трёх попаданий в крейсер «Больцано».
21 октября 1940 года 3-я дивизия перебазировалась в Таранто в связи с ожидавшимся началом войны против Греции. Корабли дивизии находились на стоянках во внутренней гавани базы. В ночь на 11 ноября 1940 года британская палубная авиация совершила налёт на Таранто. Хотя основной удар англичан пришелся по итальянским линкорам, были атакованы и итальянские тяжелые крейсера. «Тренто» получил попадание 250-фунтовой (113,5 кг) полубронебойной бомбой. Бомба попала в район носовой 100-мм установки левого борта, пробила палубу и застряла в конструкциях ниже, но не взорвалась. Уже 12 ноября 1940 года вся 3-я дивизия крейсеров перешла в Мессину.
26 ноября 1940 года главные силы итальянского флота вновь вышли в море для удара по британскому соединению. В их числе была и 3-я эскадра, которой теперь командовал контр-адмирал Л. Сансонетти, и включавшая «Тренто», «Триесте» и «Больцано». Командующий итальянской эскадрой адмирал И. Кампиони полагал, что противник располагает значительно меньшими силами и был намерен разгромить его. К полудню 27 ноября итальянская воздушная разведка установила, что британские силы гораздо сильнее ожидаемых и Кампиони отдал приказ на отход. Однако крейсера 3-й дивизии оказались ближе всех к неприятелю и были вынуждены вступить в бой. Их оппонентами стали пять британских крейсеров — 1 тяжёлый и 4 лёгких. Итальянцы открыли огонь с дистанции около 10 миль и вскоре добились попадания в тяжёлый крейсер «Бервик», на котором вышли из строя кормовые башни. В дальнейшем в бой вступил британский линейный крейсер «Ринаун», но его огонь был неточен. Вскоре итальянским крейсерам удалось оторваться от преследования. За время боя «Тренто» выпустил 92 снаряда главного калибра. Уже после окончания боя крейсера 3-й дивизии, прикрывая поврежденный эсминец «Лянчьери», были атакованы британскими пикирующими бомбардировщиками «Скьюа», но повреждений не получили.

## Гибель «Тренто»
14 июня 1942 года соединение итальянского флота под командованием адмирала Якино вышло в море для перехвата британского конвоя, шедшего из Александрии на Мальту. В его составе действовала и 3-я дивизия крейсеров, в которую входили «Тренто» и «Гориция» под флагом контр-адмирала А. Парона. Ранним утром 15 июня 1942 года итальянские корабли подверглись серии атак британской авиации. В 05:15 «Тренто» получил попадание торпеды с британского торпедоносца «Бофорт». Попадание пришлось в район носового котельного отделения, которое было затоплено. Вода заливала другие отсеки корабля, начался пожар, крейсер потерял ход. Адмирал Якино отправил на помощь «Тренто» два эсминца, а сам продолжил сближение с противником. После трёх часов борьбы экипажу крейсера удалось взять ситуацию под контроль, потушить пожар и ввести в действие кормовое котельное отделение. В 09:00 эсминец «Пигафетта» начал буксировку корабля. Но в 09:10 британская подводная лодка «Амбра» выпустила по «Тренто» торпеды с дистанции 2 мили. Одна из них попала крейсеру в район носовой возвышенной башни, в результате чего произошла детонация носовых артиллерийских погребов. «Тренто» стал быстро погружаться носом и затонул через пять минут в точке с координатами 35°10' с. ш. и 18°40' в. д.
Было спасено 602 человека из состава экипажа, в том числе 22 офицера. Погибло 549 человек, в том числе 29 офицеров. Среди погибших оказался командир «Тренто» капитан 1-го ранга Станислао Эспозито, посмертно удостоенный «Золотой медали за воинскую доблесть». «Тренто» был официально исключен из списков флота 18 октября 1946 года.